# Jangheung-eup
Jangheung-eup (koreanska: 장흥읍) är en köping i kommunen Jangheung-gun i provinsen Södra Jeolla i
den södra delen av Sydkorea, 320 km söder om huvudstaden Seoul. Det är kommunens administrativa huvudort.